# Estação Torre Arias

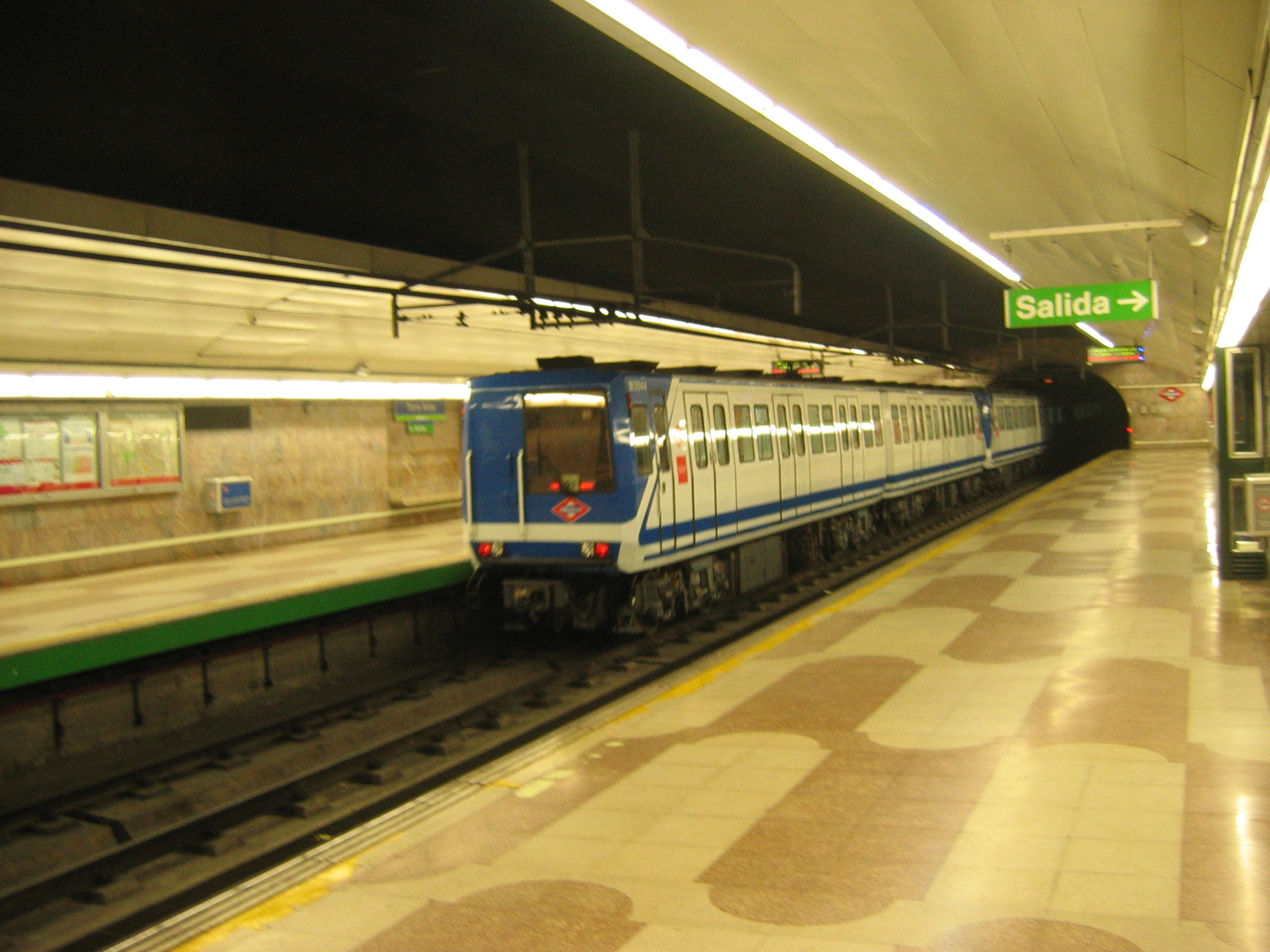
Plataformas de embarque

Torre Arias é uma estação da Linha 5 do Metro de Madrid., localizada na Calle de Alcalá, ao lado do parque de mesmo nome, no distrito de San Blas-Canillejas.

## História
A estação entrou em funcionamento em 18 de janeiro de 1980.